# Partington
Partington är en stad och en civil parish i Trafford i Greater Manchester i England. Orten har 7 912 invånare (2011).